# 正流斎南窓
正流斎 南窓（しょうりゅうさい なんそう）は、講談（講釈師）の名跡。田辺南鶴を祖とする田辺派の流れを組む柴田派の祖の名前。

## 初代
本名：柴山（または芝山）山二郎（または腎助常晴）、明和7（1770年） - 弘和3（1846年）4月15日。房州冨浦村生まれ。
房州冨浦村南無谷の名家の3男で18歳の時に江戸に出て初代または2代目田辺南鶴門下となる。いつ頃正流斎南窓は不明。

## 2代目
初代柴田南玉が名乗ったと言われる。

## 3代目
本名：松本庄三郎、生年不詳 - 明治24（1891年）頃。
初代南玉（後の2代目南窓）の門下。前名など不明。首を振りながらの高座だったために「首振りの南窓」とあだ名された。1887年には講談組合を脱退し大道芸の辻講釈に転じ此方賀気楽（このほうがきらく）と改名。その後親玉を名乗った。

## 4代目
本名：松本鉄之助、生没年不詳。
3代目の実子。はじめ南海と言い、後に桃川燕林門下で燕飛と言った。1892年7月に正流斎南窓を襲名した。通称本名から「鉄南窓」という。

## 5代目
本名：高野藤八、文久1（1861年） - 大正12（1923年）6月21日。江戸神田生まれ。
幼少期から辻講釈で松柳亭太麗と称し23歳で宝集亭（後のとんぼ軒）の席亭でもあった辻講釈の蜻蛉切平八の婿養子になる。後に初代柴田南玉（後の初代柴田馨）の門下で鶴窓を経て正流斎南窓を襲名した。
後に養父の寄席の経営を引き継いだが1923年にその寄席の下足番に殺害された。